# Tommaso Lamberti
Tommaso Lamberti (Montecorvino Pugliano, 4 marzo 1908 – Taranto, 18 aprile 1939) è stato un militare e marinaio italiano, decorato di medaglia d'oro al valor militare alla memoria nel corso dell'invasione italiana dell'Albania.

## Biografia
Nacque a Montecorvino Pugliano, provincia di Salerno, il 4 marzo 1908, figlio di Vincenzo e Olimpia Sica. Arruolatosi volontario nella Regia Marina nel marzo 1927 in forza al CREM di Napoli, al termine del Corso ordinario per timonieri, frequentato presso la Scuola sottufficiali di Taranto, venne nominato nel dicembre successivo comune di 1ª classe e nel dicembre 1928 sottocapo timoniere imbarcato sull'esploratore Ancona.
Posto in congedo per fine ferma nel 1931, il 14 luglio 1935, per esigenze eccezionali legate alla guerra d'Etiopia, venne richiamato in servizio attivo e trasferito nella categoria segnalatori. 
Promosso secondo capo segnalatore il 1 giugno 1936 fu trattenuto in servizio, imbarcandosi sulla torpediniera Airone, con la quale, il 7 aprile 1939 partecipò alle operazioni militari legate all'occupazione dell'Albania.
Nel corso delle operazioni anfibie per lo sbarco delle truppe a Santi Quaranta, si espose sulla plancia per meglio individuare e notificare al proprio comandante le postazioni nemiche a terra, sulle quali fu diretto il fuoco delle artiglierie di bordo.
Rimasto ferito gravemente decedette undici giorni dopo presso l'Ospedale dipartimentale di Taranto. Fu insignito della medaglia d'oro al valor militare alla memoria.

### Fonti
1. 1 2 3 4 5 6 7 8  Alberini, Prosperini 2016, p. 295.
2. ↑  Gruppo Medaglie d'Oro al Valore Militare 1965, p. 372.
3. ↑  Medaglie d'oro al valor militare sul sito della Presidenza della Repubblica
4. ↑  Registrato alla Corte dei conti il 30 maggio 1939, registro n.5 Marina, foglio n.478.